# Valdeazores
Valdeazores es, junto a Los Alares y Robledo del Buey, una pedanía del municipio de Los Navalucillos (Provincia de Toledo, Castilla-La Mancha). Está situado en los Montes de Toledo y en las antiguas Tierras de Talavera. Se sitúa en el extremo sur del término municipal, en el límite con la Provincia de Badajoz. En 2021, la pedanía cuenta con 37 habitantes censados.

## Geografía
Se encuentra situado entre valles y montañas de los Montes de Toledo, más concreto en el valle Valdeazores, al que da nombre el pueblo. Se encuentra entre dos ríos, frente a una carretera que lo comunica con Los Navalucillos (cm-4155) y con la carretera cm-4157. Se encuentra justo en la frontera con Extremadura, en concreto con la provincia de Badajoz, y muy cerca de la provincia de Ciudad Real, en la frontera del término municipal de Anchuras, y bastante cercano al embalse de Cíjara y al parque nacional de Cabañeros, en la cara sur de los Montes de Toledo. Desde el año 2005 gran parte del término municipal se encuentra en el parque nacional de Cabañeros.
| Noroeste: Espinoso del Rey (Toledo)         | Norte: Santa Ana de Pusa (Toledo)      | Noreste: Los Navalmorales (Toledo)                      |
| Oeste: Anchuras (Ciudad Real)               |                                        | Este: Hontanar (Toledo) y Navas de Estena (Ciudad Real) |
| Suroeste: Helechosa de los Montes (Badajoz) | Sur: Helechosa de los Montes (Badajoz) | Sureste: Horcajo de los Montes (Ciudad Real)            |

## Monumentos
Posee una pequeña iglesia del siglo XX en el centro del pueblo.

## Economía
La economía se basa en la extracción del corcho de alcornoque, la caza, la agricultura, la ganadería, la apicultura, pero sobre todo en la empresa apodada como MiCoSA, la cual da empleo a la mayoría de la población. 

## Clima
Tiene un clima mediterráneo continental, con precipitaciones casi todo el año excepto en verano.
| Parámetros climáticos promedio de Valdeazores | Parámetros climáticos promedio de Valdeazores | Parámetros climáticos promedio de Valdeazores | Parámetros climáticos promedio de Valdeazores | Parámetros climáticos promedio de Valdeazores | Parámetros climáticos promedio de Valdeazores | Parámetros climáticos promedio de Valdeazores | Parámetros climáticos promedio de Valdeazores | Parámetros climáticos promedio de Valdeazores | Parámetros climáticos promedio de Valdeazores | Parámetros climáticos promedio de Valdeazores | Parámetros climáticos promedio de Valdeazores | Parámetros climáticos promedio de Valdeazores | Parámetros climáticos promedio de Valdeazores |
| Mes                                           | Ene.                                          | Feb.                                          | Mar.                                          | Abr.                                          | May.                                          | Jun.                                          | Jul.                                          | Ago.                                          | Sep.                                          | Oct.                                          | Nov.                                          | Dic.                                          | Anual                                         |
| --------------------------------------------- | --------------------------------------------- | --------------------------------------------- | --------------------------------------------- | --------------------------------------------- | --------------------------------------------- | --------------------------------------------- | --------------------------------------------- | --------------------------------------------- | --------------------------------------------- | --------------------------------------------- | --------------------------------------------- | --------------------------------------------- | --------------------------------------------- |
| Temp. media (°C)                              | 3.9                                           | 6.0                                           | 8.4                                           | 11.3                                          | 14.9                                          | 21.0                                          | 25.0                                          | 23.6                                          | 18.3                                          | 13.7                                          | 9.1                                           | 4.9                                           | 13.3                                          |
| Precipitación total (mm)                      | 83                                            | 70.9                                          | 60.5                                          | 55.3                                          | 39.0                                          | 20.1                                          | 3.5                                           | 15.4                                          | 32.4                                          | 105                                           | 89.7                                          | 112.7                                         | 687.5                                         |
| Días de lluvias (≥ 1 mm)                      | 12                                            | 10                                            | 10                                            | 15                                            | 9                                             | 4                                             | 1                                             | 4                                             | 8                                             | 10                                            | 11                                            | 16                                            | 110                                           |
| Días de nevadas (≥ 1 mm)                      | 1                                             | 2                                             | 0                                             | 0                                             | 0                                             | 0                                             | 0                                             | 0                                             | 0                                             | 0                                             | 0                                             | 1                                             | 4                                             |
| [cita requerida]                              |                                               |                                               |                                               |                                               |                                               |                                               |                                               |                                               |                                               |                                               |                                               |                                               |                                               |

## Población
Hay 37 habitantes censados, en días laborables no sobrepasa los 20 habitantes, es en verano, fines de semana, Semana Santa u otros puentes, cuando la población puede multiplicarse. Desde la mitad del siglo XX, la población ha ido descendiendo hasta hoy en día.
| Gráfica de evolución demográfica de Valdeazores entre 2002 y                            |
|                                                                                         |
| Fuente: Instituto Nacional de Estadística de España - Elaboración gráfica por Wikipedia |

| 40                                                      | 31 | 29 | 24 | 21 | 23 | 25 | 27 | 27 | 27 | 29 | 30 | 28 | 40 | 39 | 37 |
| (Fuente: <Instituto Nacional de Estadística de España>) |    |    |    |    |    |    |    |    |    |    |    |    |    |    |    |

## Administración (Los Navalucillos)

### Alcaldías
| Periodo   | Nombre                                                           | Partido |
| --------- | ---------------------------------------------------------------- | ------- |
| 1979-1983 | Juan Ramos García                                                | UCD     |
| 1983-1987 | Vicente López Moreno                                             | PSOE    |
| 1987-1991 | Vicente López Moreno                                             | PSOE    |
| 1991-1995 | Adolfo de Paz Gómez                                              | PP      |
| 1995-1999 | Adolfo de Paz Gómez                                              | PP      |
| 1999-2003 | Adolfo de Paz Gómez                                              | PP      |
| 2003-2007 | Enrique Carmelo Molina Merchán (27-11-03) Mª Soledad Ortiz Largo | PSOE    |
| 2007-2011 | José Ángel Pérez Yepes                                           | PP      |
| 2011-2015 | José Ángel Pérez Yepes                                           | PP      |
| 2015-2019 | José Ángel Pérez Yepes                                           | PP      |
| 2019-2023 | José Ángel Pérez Yepes                                           | PP      |

## Fiestas
- El patrón de esta localidad es San Isidro Labrador, cuya fiesta se celebra el día 15 de mayo. Son unas fiestas muy familiares, puesto que casi no acude nadie y están abandonadas a las pocas familias que acuden.

- También destacan las fiestas que se celebran el 15 de agosto, en las que los lugareños han conseguido atraer a un gran número de personas, a través de la celebración de un festival de música llamado “valldefest” que se celebra desde 2023 y que ha hecho que el pueblo sea conocido por varias personas, a través de sus publicaciones en redes sociales con cientos de interacciones.